# Jan IV. Etiopský

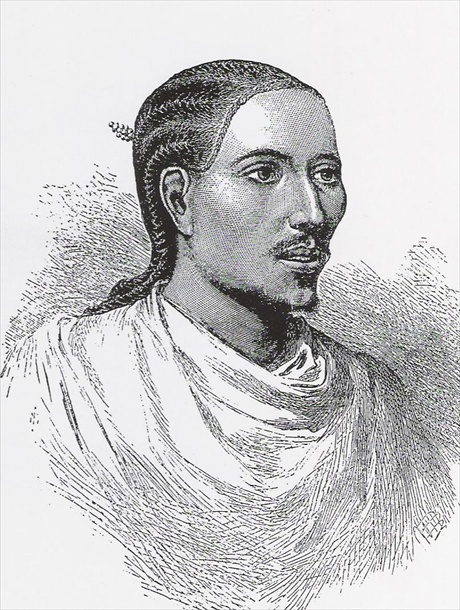
Jan IV.

Jan IV. (12. června 1837 Adwa – 10. března 1889 Metemma) byl etiopský císař v letech 1872–1889. Původně vládl jako rás Kassa v oblasti Tigraje (území dnešní Eritreje a severovýchodní Etiopie).
Na císařský trůn se dostal s pomocí britské intervence, která svrhla jeho předchůdce Theodora II. Právoplatného následníka trůnu Tekle Giyorgise II. Jan porazil v boji, dal ho oslepit a později zavraždit. Byl věrným spojencem britského impéria, pomáhal evakuovat britské vojáky ze Súdánu, ohroženého povstáním mahdistů. Roku 1884 začala být Etiopie ohrožována koloniální politikou Itálie, Jan se dovolával pomoci Britů, ti však dali za pravdu Itálii. Roku 1889 byla Etiopie napadena mahdisty a Jan se osobně účastnil bojů, což se mu stalo osudným. V jedné z bitev byl smrtelně raněn kopím.